# 27 de abril
27 de abril é o 117.º dia do ano no calendário gregoriano (118.º em anos bissextos). Faltam 248 dias para acabar o ano.

## Eventos históricos

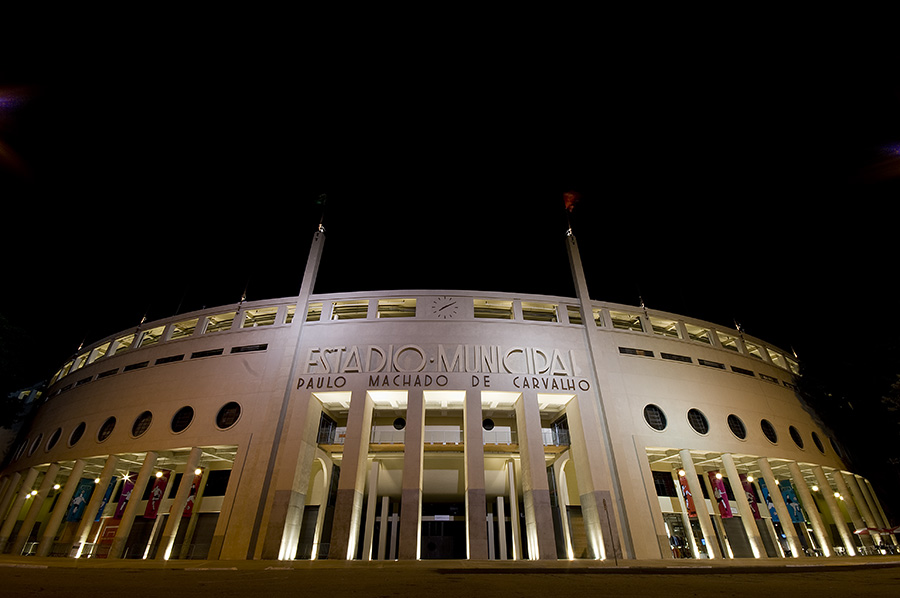
1940: Inauguração do Estádio Municipal Paulo Machado de Carvalho

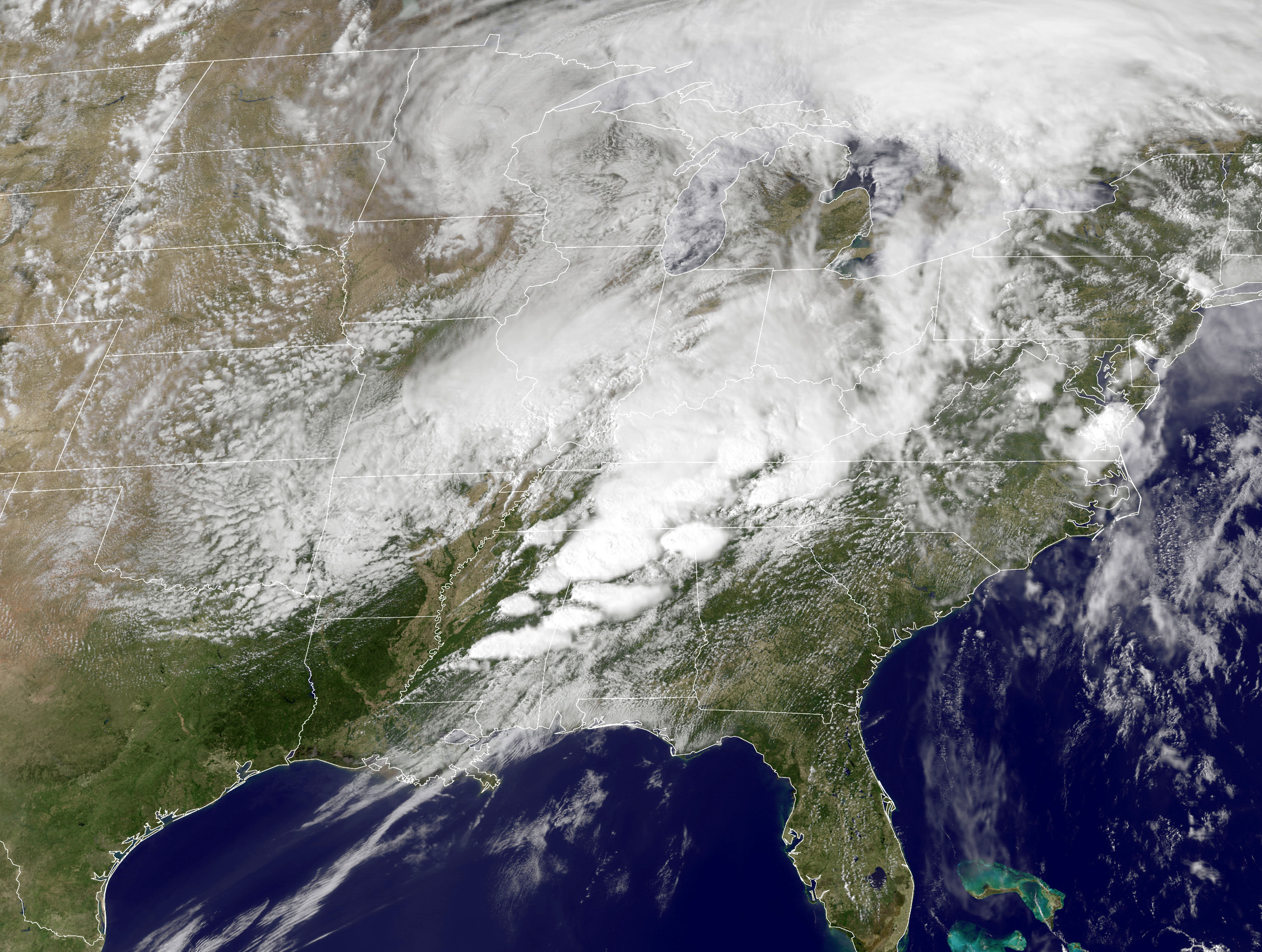
2011: Tornados de abril de 2011 nos Estados Unidos

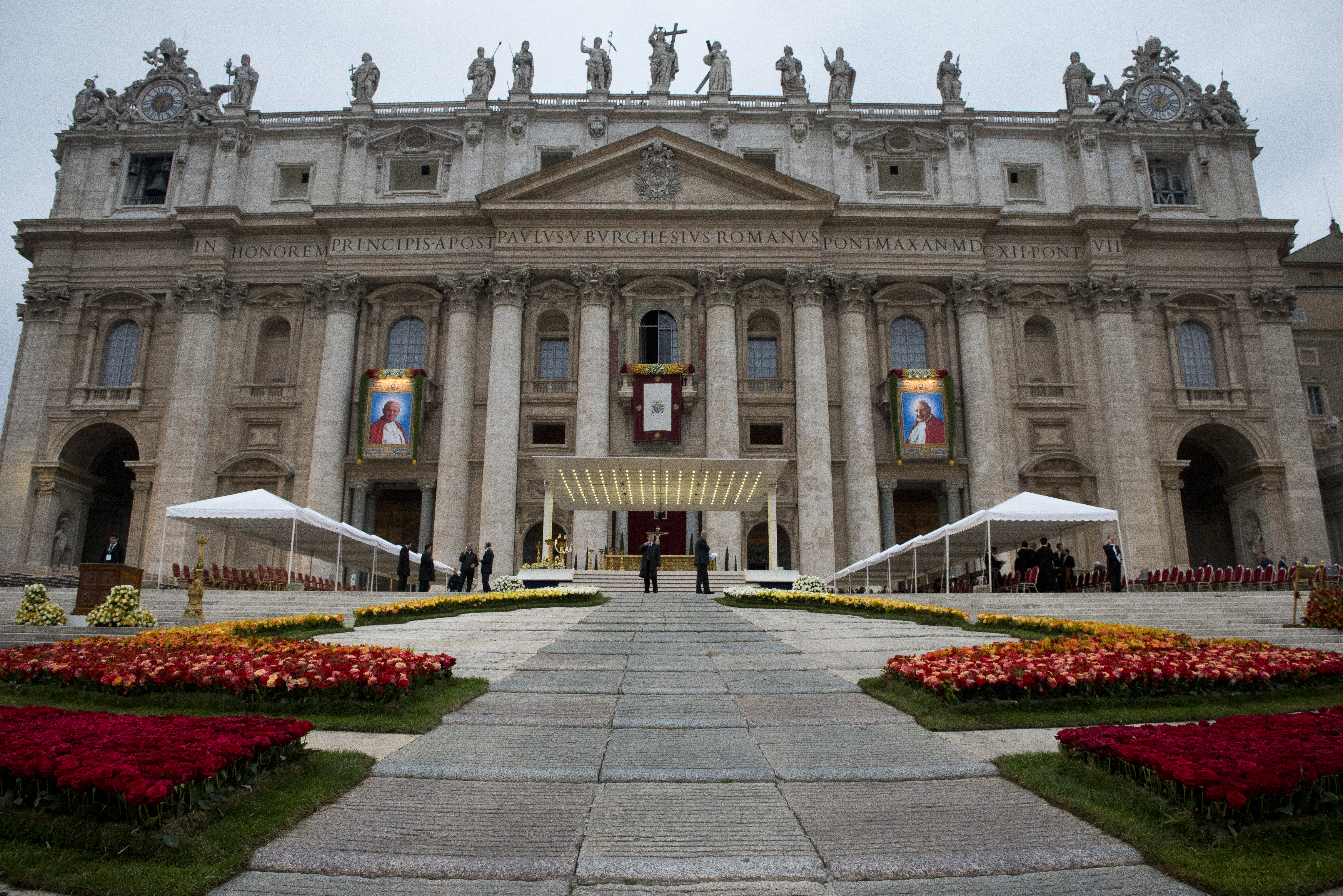
2014: Canonização de João XXIII e João Paulo II

- 33 a.C. — Lúcio Márcio Filipo, meio-irmão do futuro imperador Augusto, comemora um triunfo por suas vitórias no período em que serviu como governante em uma das províncias da Hispânia.
- 0247 — Filipe, o Árabe, marca o milénio de Roma com a celebração dos ludi saeculares (Jogos Seculares).[1]
- 0395 — Imperador Arcádio casa com Élia Eudóxia, filha do general franco Bautão. Ela se torna uma das mais poderosas imperatrizes romanas da Antiguidade tardia.
- 0629 — Sarbaro é coroado xá (imperador) do Império Sassânida.
- 0711 — Conquista islâmica da Hispânia: soldados mouros, comandados por Tárique, desembarcam em Gibraltar para dar início à invasão da Península Ibérica (Al-Andalus).
- 1296 — Primeira Guerra de Independência da Escócia: o exército escocês de João Balliol é derrotado por um exército inglês na Batalha de Dunbar.
- 1509 — Papa Júlio II coloca a República de Veneza sob interdito.
- 1521 — Batalha de Mactán: o explorador Fernão de Magalhães é morto por nativos nas Filipinas liderados pelo chefe Lapulapu.
- 1522 — Forças conjuntas da Espanha e dos Estados Papais derrotam um exército francês e veneziano na Batalha de Bicocca.
- 1539 — Fundação oficial da cidade de Bogotá, Novo Reino de Granada (atual Colômbia), Vice-Reino do Peru, Império Espanhol por Nikolaus Federmann e Sebastián de Belalcázar.
- 1565 — Cebu é estabelecido tornando-se o primeiro assentamento espanhol nas Índias Orientais Espanholas (atuais Filipinas).
- 1570 — Papa Pio V declara a protestante Isabel I de Inglaterra uma herege.
- 1595 — As relíquias de São Sava são incineradas em Belgrado, no planalto de Vračar, pelo grão-vizir otomano Sinan Pasha; o local da incineração é agora o local da Templo de São Sava, uma das maiores igrejas ortodoxas do mundo.
- 1667 — Cego e empobrecido, John Milton vende Paraíso Perdido a um impressor por £ 5, considerada sua obra-prima e ajudou a solidificar sua reputação como um dos maiores poetas ingleses de todos os tempos.
- 1805 — Guerra de Trípoli: o Corpo de Fuzileiros Navais dos Estados Unidos e os berberes atacam Derna.
- 1813 — Guerra de 1812: tropas estadunidenses capturam York, capital da colônia britânica do Alto Canadá, na Batalha de York.
- 1861 — O presidente estadunidense Abraham Lincoln suspende em seu país o habeas corpus.
- 1905 — Inauguração da Exposição Universal em Liège.
- 1906 — A Duma Estatal do Império Russo se reúne pela primeira vez.
- 1909 — O sultão do Império Otomano Abdulamide II é derrubado e é sucedido por seu irmão, Maomé V.
- 1911 — A Segunda Revolta do Cantão ocorreu em Guangzhou, China, mas foi reprimida.
- 1927 — São criados os Carabineros de Chile (polícia e gendarmeria nacional chilena).
- 1940 — Inauguração do Estádio Municipal Paulo Machado de Carvalho em São Paulo.
- 1941 — Segunda Guerra Mundial: as tropas alemãs entram em Atenas.
- 1945
  - Segunda Guerra Mundial: Benito Mussolini é capturado pela resistência italiana em Dongo, quando tentava fugir disfarçado de soldado alemão.
  - Segunda Guerra Mundial: as últimas formações alemãs se retiram da Finlândia para a Noruega. A Guerra da Lapônia e, portanto, a Segunda Guerra Mundial na Finlândia, chega ao fim e a fotografia Elevação da bandeira no marco da tríplice fronteira é tirada.
- 1953 — Operação Moolah oferece US$ 50 000 para qualquer piloto que desertasse para a Coreia do Sul com um Mikoyan-Gurevich MiG-15 em boas condições. O primeiro piloto receberia US$ 100 000.
- 1960 — Togo ganha a independência da administração francesa do Protetorado das Nações Unidas.
- 1961 — Serra Leoa se torna independente do Reino Unido, com a nomeação de Milton Margai como primeiro-ministro.
- 1967 — Inauguração oficial da Expo 67 em Montreal, Quebec, Canadá com uma grande cerimônia de abertura transmitida para todo o mundo.
- 1978 — Início da Revolução de Saur no Afeganistão, terminando na manhã seguinte com o assassinato do presidente afegão Mohammed Daoud Khan e a criação da República Democrática do Afeganistão.
- 1981 — Xerox PARC apresenta o mouse.
- 1986 — A cidade soviética de Pripyat e seus arredores são evacuados, devido ao desastre de Chernobil.
- 1987 — O Departamento de Justiça dos EUA proíbe o presidente austríaco Kurt Waldheim de entrar nos EUA, acusando-o de ter ajudado nas deportações e execuções de milhares de judeus durante a Segunda Guerra Mundial.
- 1992
  - Proclamada a República Federativa da Iugoslávia, compreendendo a Sérvia e Montenegro.
  - A Federação Russa e 12 outras ex-repúblicas soviéticas tornam-se membros do Fundo Monetário Internacional e do Banco Mundial.
- 1993 — Todos os membros da Seleção Zambiana de Futebol perdem a vida em um acidente de avião em Libreville, no Gabão, a caminho de Dakar, no Senegal.
- 1994 — Eleição geral sul-africana: a primeira eleição geral democrática na África do Sul, na qual os cidadãos negros podiam votar. A Constituição Provisória entra em vigor.
- 1996 — Término da Operação Vinhas da Ira.
- 2005 — Primeiro voo de teste do Airbus A380.
- 2006 — Início da construção da Freedom Tower no local do antigo '"World Trade Center na cidade de Nova Iorque.
- 2007 — Arqueólogos israelenses descobrem a tumba do rei Herodes, o Grande, ao sul de Jerusalém.
- 2011 — Uma série de tornados de 25 a 28 de abril devasta partes da Região Sudeste dos Estados Unidos, especialmente os estados de Alabama, Mississípi, Geórgia e Tenessi. Somente neste dia, duzentos e cinco tornados mataram mais de 300 pessoas e feriram centenas.
- 2014 — Ficou conhecido como o dia dos 4 Papas. Os Papas São João XXIII e São João Paulo II foram canonizados pelo Papa Francisco, que contou com a concelebração do Papa Emérito Bento XVI.
- 2018 — Após conferência intercoreana na Casa da Paz em Panmunjom, líderes das Coreias do Norte e do Sul concordam em encerrar formalmente a Guerra da Coreia no final deste ano.

## Nascimentos

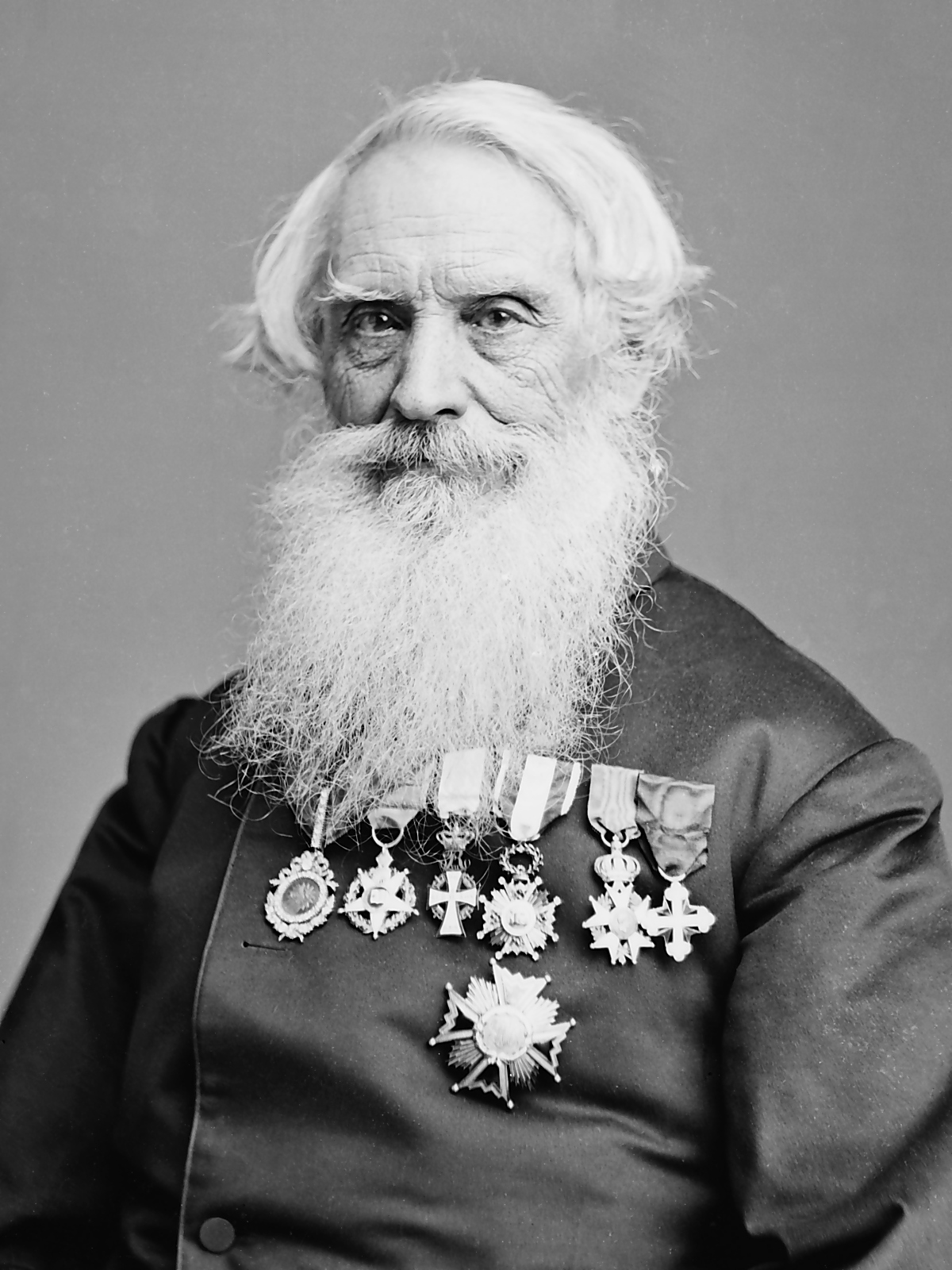
Samuel Morse

### Anteriores ao século XIX
- 1650 — Carlota Amália de Hesse-Cassel, rainha consorte da Dinamarca e Noruega (m. 1714).
- 1701 — Carlos Emanuel III da Sardenha (m. 1773).
- 1756 — Alexandre Rodrigues Ferreira, naturalista brasileiro (m. 1815).
- 1759 — Mary Wollstonecraft, escritora britânica (m. 1797).
- 1779 — Constantino Pavlovich da Rússia (m. 1831).
- 1791 — Samuel Morse, inventor estadunidense (m. 1872).

### Século XIX
- 1822 — Ulysses S. Grant, político norte-americano (m. 1885).
- 1840 — Edward Whymper, alpinista britânico (m. 1911).
- 1864 — Geoffrey Hall-Say, patinador artístico britânico (m. 1940).
- 1899 — Walter Lantz, cartunista e diretor de animação estadunidense (m. 1994).

### Século XX e XXI

#### 1901–1950
- 1910
  - Chiang Ching-kuo, político taiwanês (m. 1998).
  - Ranieri Mazzilli, advogado, jornalista e político brasileiro, 23.° e 25.° presidente do Brasil (m. 1975).
- 1911 — Antonio Sastre, futebolista argentino (m. 1987).
- 1925 — Raimundo Faoro, jurista, sociólogo, historiador, cientista político e escritor brasileiro (m. 2003).
- 1926 — Miguel Rosenberg, dublador e ator brasileiro (m. 2016).
- 1927 — Coretta King, ativista estadunidense (m. 2006).
- 1936
  - Henrique Neto, empreendedor, empresário e político português.
  - Léo Canhoto, cantor e compositor brasileiro (m. 2020).
- 1939 — João Bernardo Vieira, político guinéu (m. 2009).
- 1942 — John Shrapnel, ator inglês (m. 2020).
- 1943 — Helmut Marko, ex-automobilista austríaco.
- 1946 — Gordon Haskell, músico britânico (m. 2020).
- 1948 — Josef Hickersberger, ex-futebolista e treinador austríaco de futebol.
- 1950 — Marlene Mattos, empresária e diretora de televisão brasileira.

#### 1951–2000
- 1951 — Ace Frehley, músico norte-americano.
- 1952 — Ari Vatanen, ex-piloto de ralis finlandês.
- 1954 — Frank Bainimarama, militar e político fijiano.
- 1959 — Andrew Fire, professor de genética e de patologia estadunidense.
- 1963 — Russell T Davies, roteirista e produtor de televisão britânico.
- 1964
  - Dinho Ouro Preto, músico brasileiro.
  - Nizo Neto, ator e dublador brasileiro.
- 1966 — Marco Werner, automobilista alemão.
- 1967 — Guilherme Alexandre dos Países Baixos.
- 1969 — Valerio Fiori, ex-futebolista italiano.
- 1971 — Davide Gualtieri, futebolista samarinês.
- 1972 — Adhemar, ex-futebolista brasileiro.
- 1973 — Philippe Méaille, colecionador francês de arte contemporânea.
- 1975
  - Patrícia de Sabrit, atriz brasileira.
  - Alberto, futebolista brasileiro.
- 1976 — Walter Pandiani, futebolista uruguaio.
- 1980
  - Anderson, futebolista brasileiro.
  - Sybille Bammer, tenista austríaca.
  - Ananda Mikola, automobilista indonésio.
- 1981 — Pinga, futebolista brasileiro.
- 1982
  - Jordi Codina, futebolista espanhol.
  - Luísa Maita, cantora e compositora brasileira.
- 1983
  - Koke, futebolista espanhol.
  - Mark De Man, futebolista belga.
  - Francis Capra, ator estadunidense.
- 1984
  - Patrick Stump, músico estadunidense.
  - Netinho, futebolista brasileiro.
- 1986
  - Dinara Safina, tenista russa.
  - Jenna Coleman, atriz britânica.
- 1987
  - Lucas Salatta, nadador brasileiro.
  - William Moseley, ator britânico.
- 1989
  - Lars Bender, futebolista alemão.
  - Sven Bender, futebolista alemão.
- 1990
  - Martin Kelly, futebolista britânico.
  - Bruno Bertucci, futebolista brasileiro.
  - Lou de Laâge, atriz e modelo francesa.
- 1991 — Isaac Cuenca, futebolista espanhol.
- 1992
  - Ethiene Franco, ginasta brasileira.
  - Miguel Rômulo, ator brasileiro.
- 1999 — Brooklynn Proulx, atriz canadense.
- 2000 – Ebony, rapper brasileira.

### Século XXI
- 2002 — Anthony Elanga, futebolista sueco.
- 2004 — Maicon França, voleibolista brasileiro.
- 2005 — Mathys Tel, futebolista francês.
- 2006 — Myrella Victória, atriz brasileira.

## Mortes

### Anteriores ao século XIX
- 1272 — Zita de Lucca, santa italiana (n. 1212).
- 1404 — Filipe II da Borgonha (n. 1342).
- 1463 — Isidoro de Kiev, cardeal grego—cipriota (n. 1380).
- 1521 — Fernão de Magalhães navegador português (n. 1480).
- 1605 — Papa Leão XI (n. 1535).
- 1742 — Nicholas Amhurst, poeta e escritor político britânico (n. 1697).
- 1794 — William Jones, orientalista e jurista britânico (n. 1746).

### Século XIX
- 1825 — Vivant Denon, arqueólogo e artista francês (n. 1747).
- 1882
  - Ferdinand Reich, químico alemão (n. 1799).
  - Ralph Waldo Emerson, escritor, filósofo e poeta americano (n. 1803).

### Século XX
- 1936 — Karl Pearson, matemático britânico (n. 1857).
- 1937 — Antonio Gramsci, pensador marxista italiano (n. 1891).
- 1942 — Heinrich Burger, patinador artístico alemão (n. 1881).
- 1971 — Eneida de Moraes, escritora brasileira (n. 1904).
- 1972 — Kwame Nkrumah, político ganense (n. 1909).
- 1977 — Charles Alston, pintor e escultor norte—americano (n. 1907).
- 1992 — Olivier Messiaen, compositor, organista e ornitologista francês (n. 1908).
- 1995 — Raphael Rabello, violinista e compositor brasileiro (n. 1962).
- 1996 — Thaís de Andrade, atriz brasileira (n. 1957).

### Século XXI
- 2001 — Piero Regnoli, diretor e roteirista italiano (n. 1921).
- 2007
  - Mstislav Rostropovich, violoncelista e maestro russo (n. 1927).
  - Kirill Lavrov, ator e diretor de teatro e cinema russo (n. 1925).
- 2009 — Craig Arnold, professor e poeta americano (n. 1967).
- 2011 — Neusinha Brizola, cantora e compositora brasileira (n. 1954).
- 2014
  - Vujadin Boškov, futebolista sérvio (n. 1931).
  - Vasco Graça Moura, escritor português (n. 1942).
- 2016 — Umberto Magnani, ator brasileiro (n. 1941).
- 2019 — Tales Cotta, modelo brasileiro (n. 1993).

## Feriados e eventos cíclicos
- Dia Mundial do Design Gráfico

### Internacional
- Dia da Liberdade - África do Sul
- Dia do Levante Contra a Ocupação - Eslovénia

### Brasil
- Dia do empregado doméstico
- Aniversário dos municípios de Ipaba e Leopoldina, Minas Gerais
- Aniversário do município de Pedreiras, Maranhão

### Cristianismo
- Virgem de Montserrat
- Zita de Lucca

## Outros calendários
- No calendário romano era o 5.º dia (V) antes das calendas de maio.
- No calendário litúrgico tem a letra dominical E para o dia da semana.
- No calendário gregoriano a epacta do dia é ii.